# Hohndorf
Hohndorf ist eine Gemeinde im Nordwesten des Erzgebirgskreises in Sachsen.

## Geografische Lage und Verkehrsanbindung
Hohndorf liegt im Erzgebirgsvorland südlich der B 173 und westlich der B 180. Die A 72 verläuft östlich der Gemeinde. Diese ist über die Anschlüsse Stollberg-Nord und Stollberg-West ca. 15 km zu erreichen. Die A 4 verläuft nördlich der Gemeinde. Das Dorf liegt ca. 11 km östlich von Zwickau und ca. 20 km westlich von Chemnitz und 8 km nordwestlich von Stollberg/Erzgeb.
Durch die Gemeinde führt die Bahnstrecke Stollberg–St. Egidien mit dem Haltepunkt Hohndorf Mitte und dem schon auf Lichtensteiner Gebiet liegenden Haltepunkt Rödlitz-Hohndorf. Die Regionalbahnen der City-Bahn Chemnitz GmbH verkehren Montag bis Freitag stündlich, am Wochenende zweistündlich, über Oelsnitz/Erzgeb. nach Stollberg sowie über Lichtenstein und St. Egidien bis Glauchau.
Hohndorf wird vom Rödlitzbach entwässert.

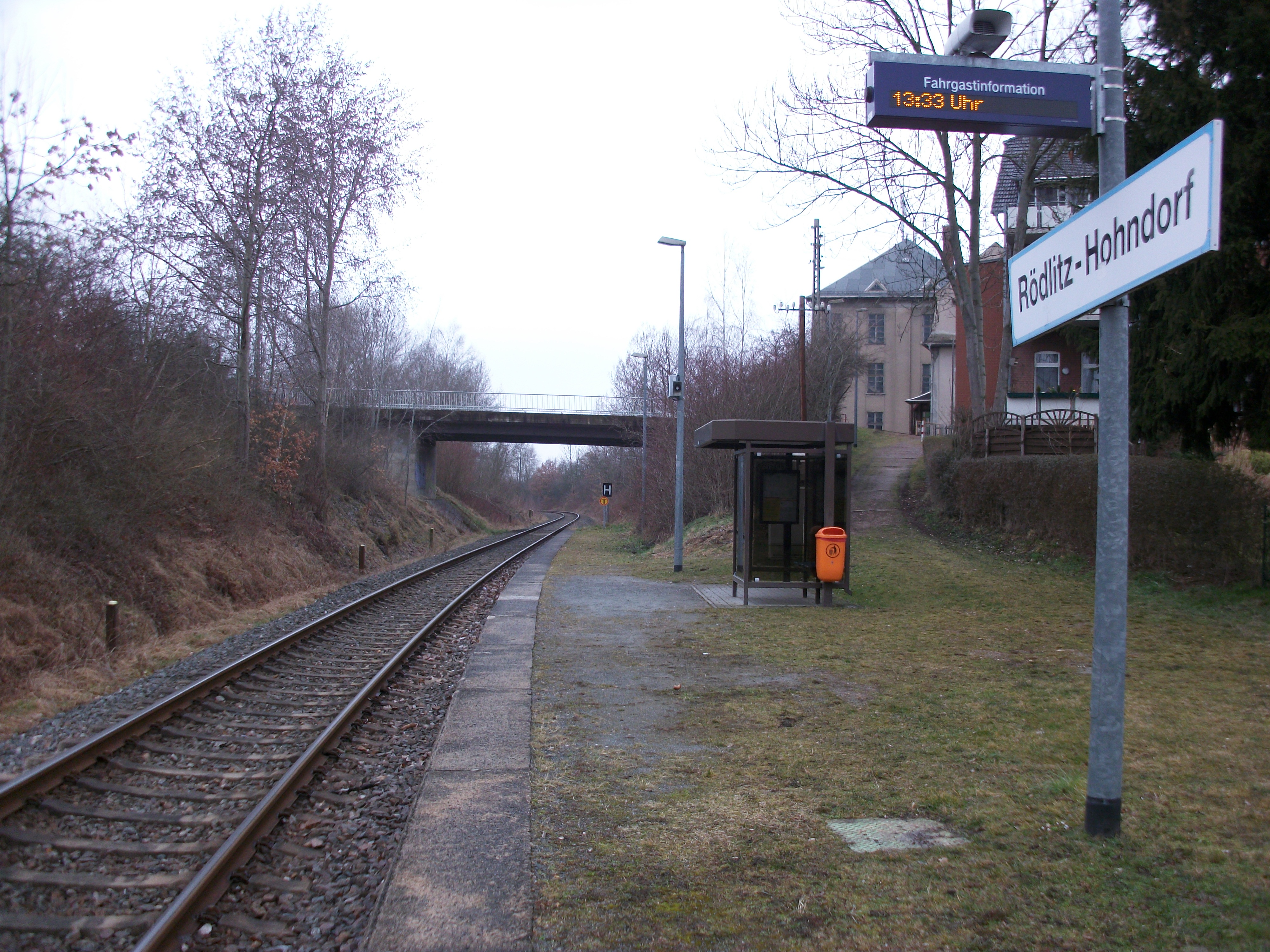
Haltepunkt Rödlitz-Hohndorf
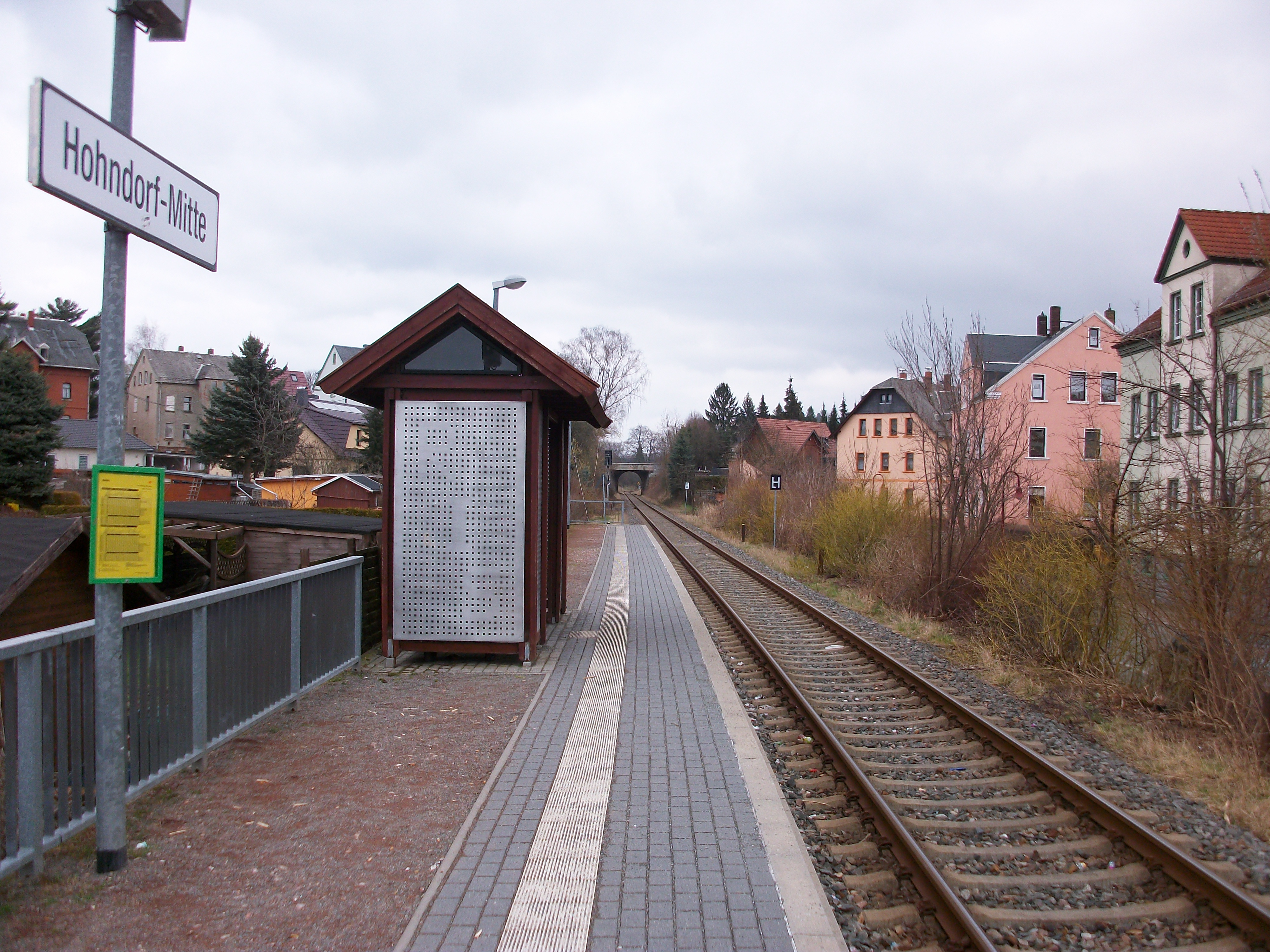
Haltepunkt Hohndorf Mitte (2016)

## Politik
- SPD: 2
- CDU: 10
- AfD: 1

### Gemeinderat
Seit der Gemeinderatswahl am 9. Juni 2024 verteilen sich die 13 Sitze des Gemeinderates folgendermaßen auf die einzelnen Gruppierungen:
- CDU: 10 Sitze
- SPD: 2 Sitze
- AfD: 1 Sitz

Die AfD konnte drei Sitze nicht besetzen, da die Liste zuvor bereits ausgeschöpft wurde. Nach der Kommunalwahlordnung bleiben die übrigen Sitze unbesetzt und der Gemeinderat verkleinert sich entsprechend.

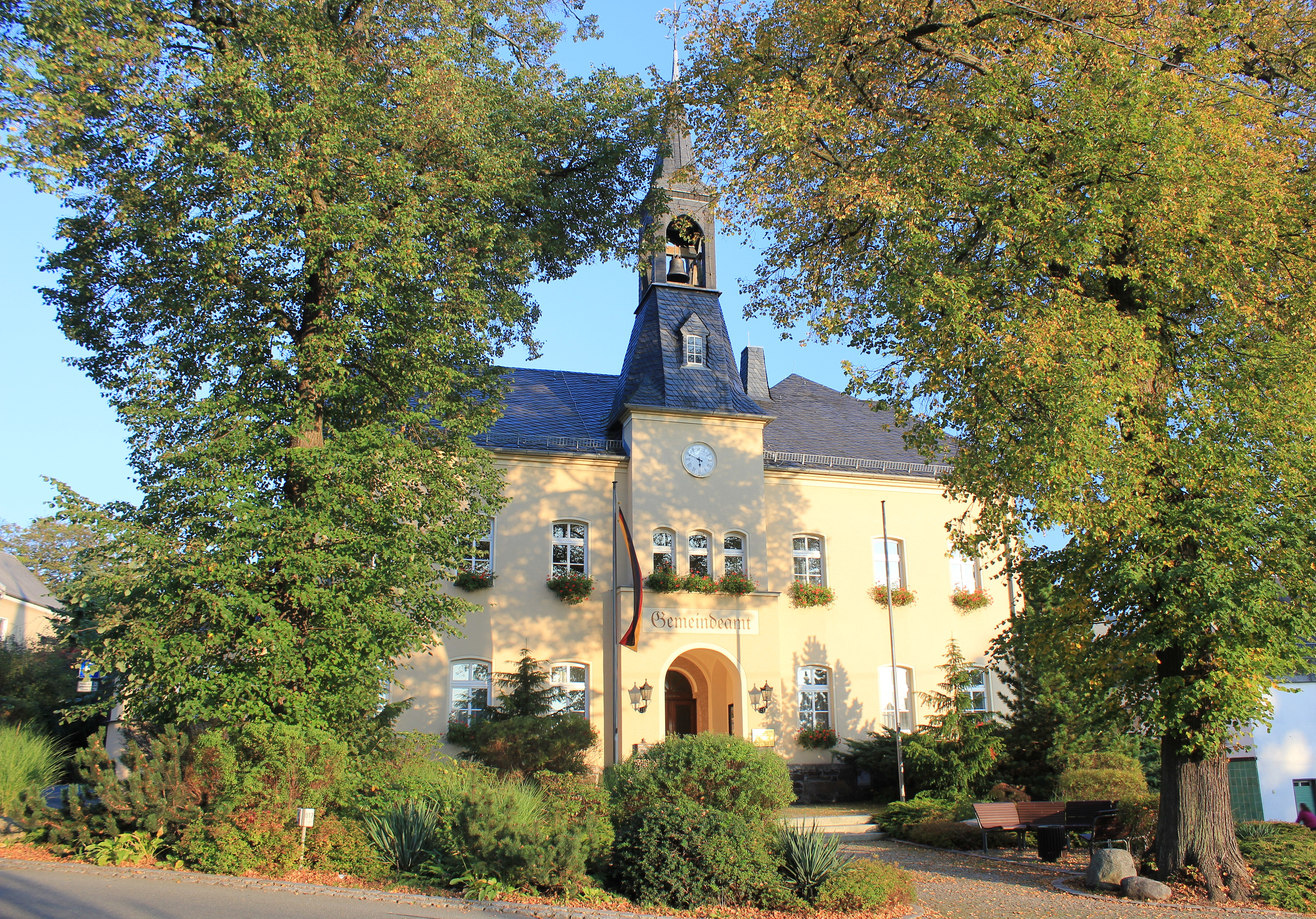
Gemeindeamt (Rathaus) Hohndorf

| Liste           | 2024   | 2024   | 2019   | 2019   | 2014   | 2014   |
| Liste           | Sitze  | in %   | Sitze  | in %   | Sitze  | in %   |
| --------------- | ------ | ------ | ------ | ------ | ------ | ------ |
| CDU             | 10     | 58,5   | 10     | 58,2   | 12     | 71,2   |
| AfD             | 1      | 24,9   | 2      | 18,8   | –      | –      |
| SPD             | 2      | 14,7   | 3      | 22,9   | 4      | 28,8   |
| Wahlbeteiligung | 67,6 % | 67,6 % | 62,0 % | 62,0 % | 49,1 % | 49,1 % |

### Bürgermeister
Von 1990 bis 2008 war Manfred Heiland Bürgermeister. Matthias Groschwitz (* 1957) wurde 2009 zum Bürgermeister gewählt und 2015 mit 99,2 % der Stimmen im Amt bestätigt. Lutz Rosenlöcher (* 1963) wurde im November 2022 mit 99 % der gültigen Stimmen zum Bürgermeister gewählt.
| Wahl    | Bürgermeister       | Vorschlag   | Wahlergebnis (in %) |
| ------- | ------------------- | ----------- | ------------------- |
| 2022    | Lutz Rosenlöcher    | Rosenlöcher | 98,8                |
| 2015    | Matthias Groschwitz | CDU         | 99,2                |
| 2008/09 | Matthias Groschwitz | CDU         | 50,8                |
| 2001    | Manfred Heiland     | CDU         | 96,4                |
| 1994    | Manfred Heiland     | CDU         | 92,5                |

### Gemeindepartnerschaft
Die Gemeinde Hohndorf unterhält seit 1994 eine Gemeindepartnerschaft zur Gemeinde Kronau im Landkreis Karlsruhe in Baden-Württemberg.

## Kultur und Sehenswürdigkeiten
- Siehe auch: Liste der Kulturdenkmale in Hohndorf

### Naturschutz
- Siehe auch: Liste der Naturdenkmale in Hohndorf

### Kirche
Hohndorf besitzt eine evangelisch-lutherische Gemeinde.

## Persönlichkeiten
- Johannes Bochmann (1899–1977), Politiker (NSDAP) und SA-Führer
- Paul Kurzbach (1902–1997), Komponist
- Rudolf-Ernst Heiland (1910–1965), Politiker (SPD), MdB, MdL (Nordrhein-Westfalen), Vizepräsident des Deutschen Gemeindetages, Widerstandskämpfer gegen den Nationalsozialismus
- Fritz Ficker (1913–1948), SS-Oberscharführer und Blockführer im KZ Sachsenhausen
- Georg Rauch (1921–2008), Mitglied der Waffen-SS und mutmaßlich beteiligt am Massaker von Sant’Anna di Stazzema 1944 in Italien
- Siegfried Steudte (* 1927), Bergmann und Politiker
- Rolf Seim (1928–2015), Professor für Mineralogie und Geochemie
- Holger Erler (* 1950), Fußballspieler